# NGC 546
NGC 546 is een balkspiraalstelsel in het sterrenbeeld Beeldhouwer. Het hemelobject ligt 274 miljoen lichtjaar (84 × 106 parsec) van de Aarde verwijderd en werd op 23 oktober 1835 ontdekt door de Britse astronoom John Herschel.

## Synoniemen
- GC 321
- IRAS 01229-3819
- 2MASX J01251280-3804084
- ESO 296-25
- h 2412
- MCG -06-04-029
- PGC 5255
- SGC 012258-3819.7
- AM 0122-381